# Palais du prince Eugène
Le palais du prince Eugène est un palais (Stadtpalais) viennois (Himmelpfortgasse 8) construit entre 1697 et 1716 par le prince Eugène de Savoie, en tant que palais d'hiver. Son architecte est Fischer von Erlach.
Lukas von Hildebrandt y effectue des modifications de 1702 à 1724.
Il abrite aujourd'hui le ministère des finances autrichien.

## Photographies

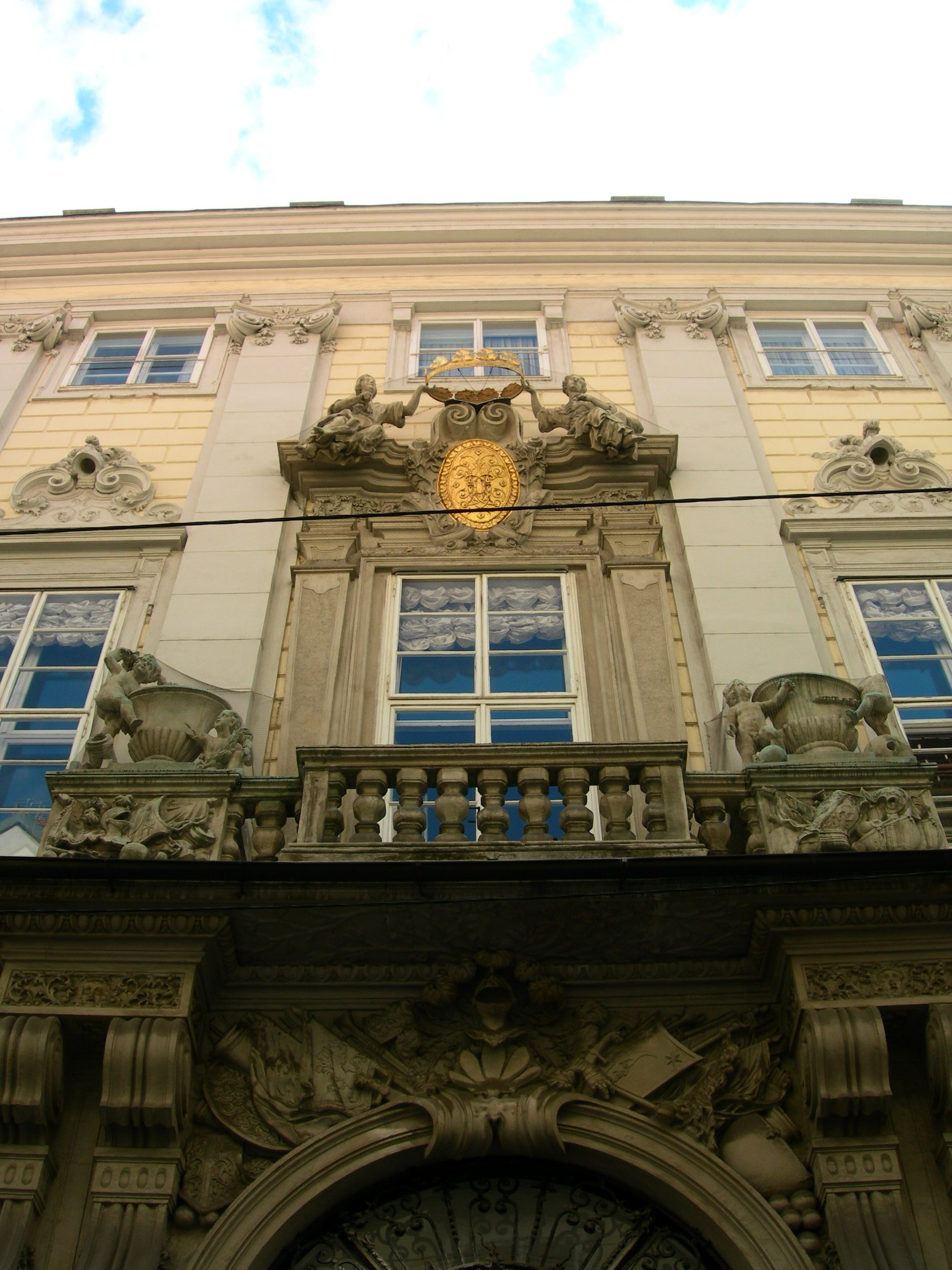
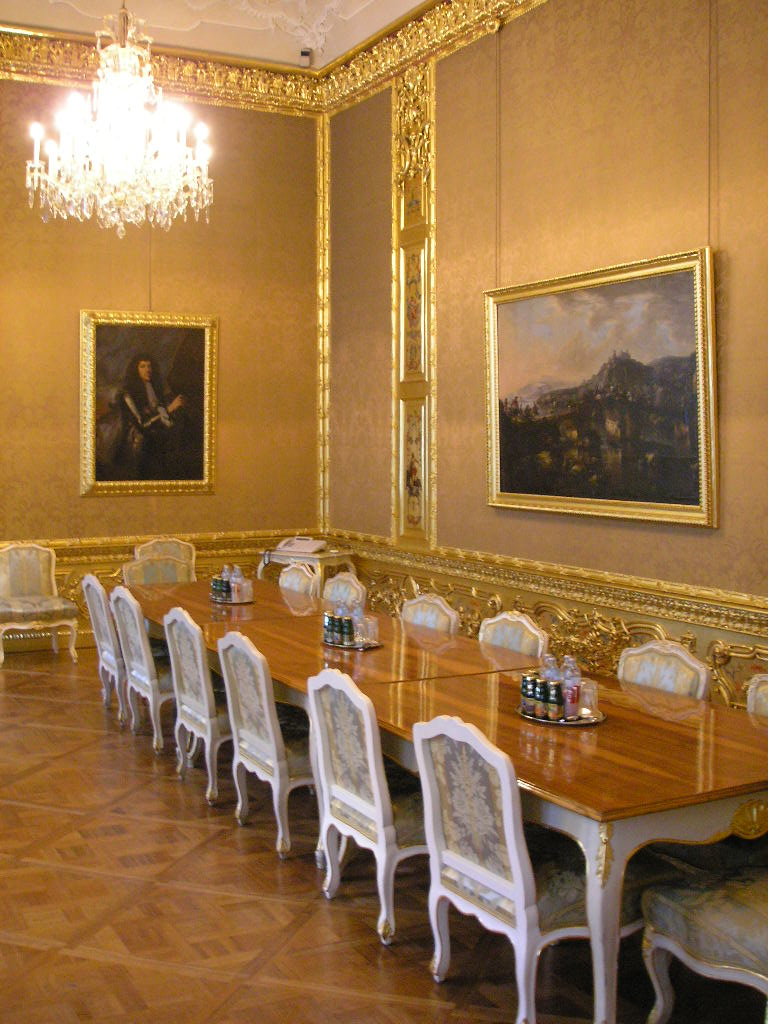
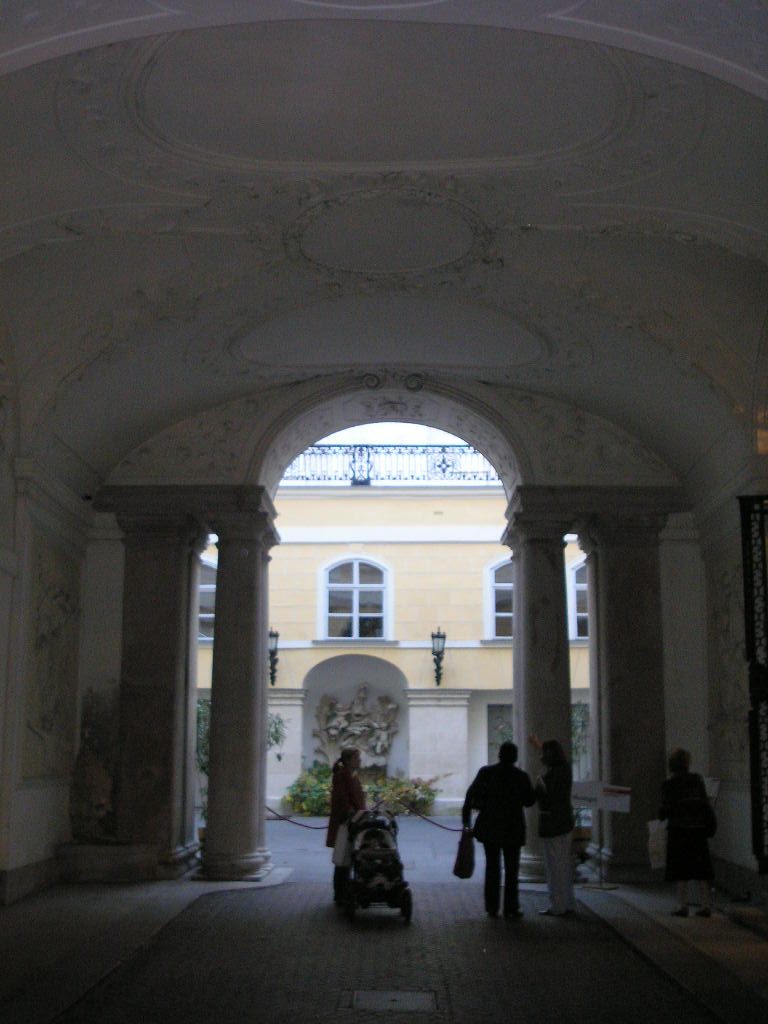
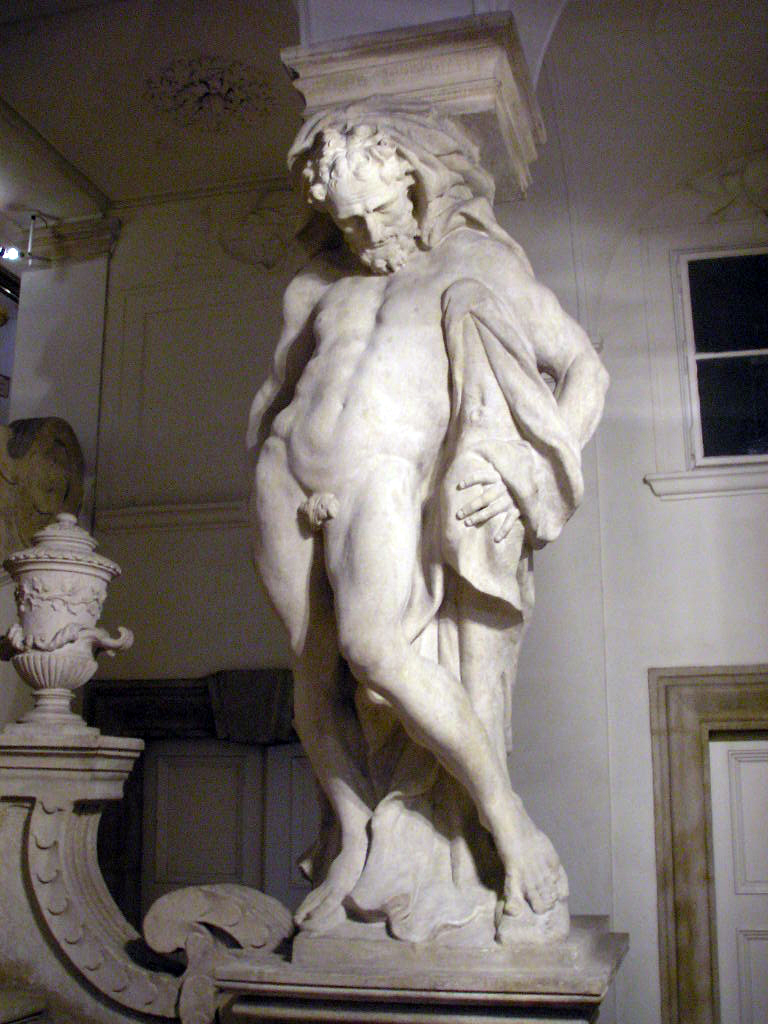
Atlante de Giovanni Giuliani
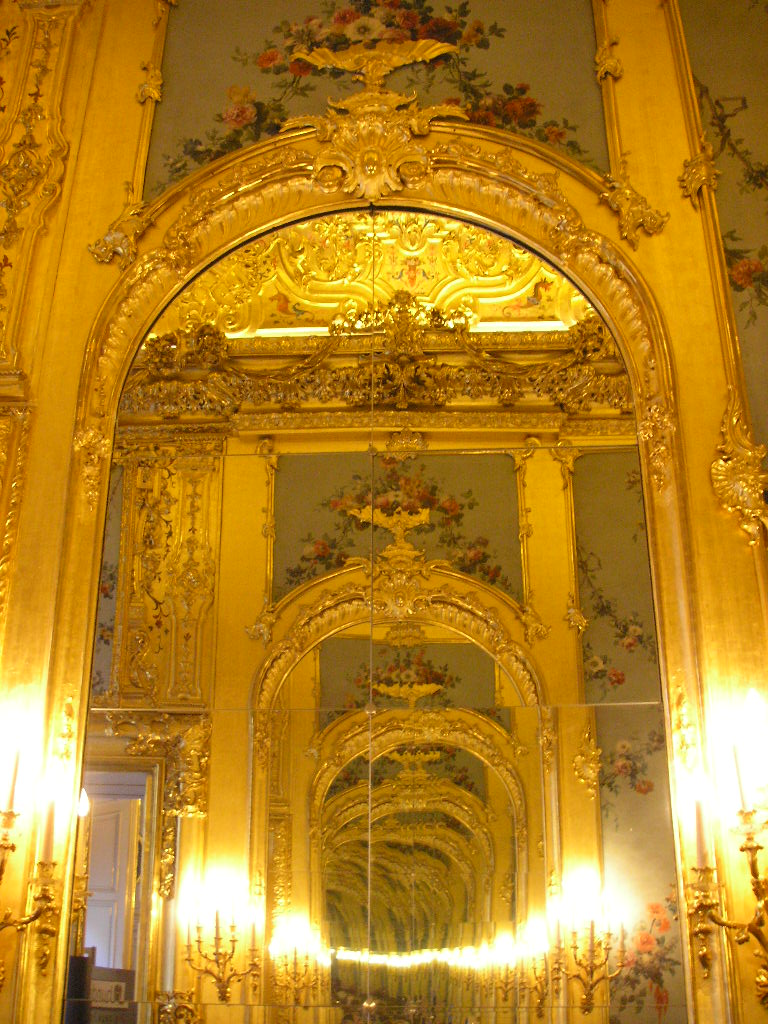
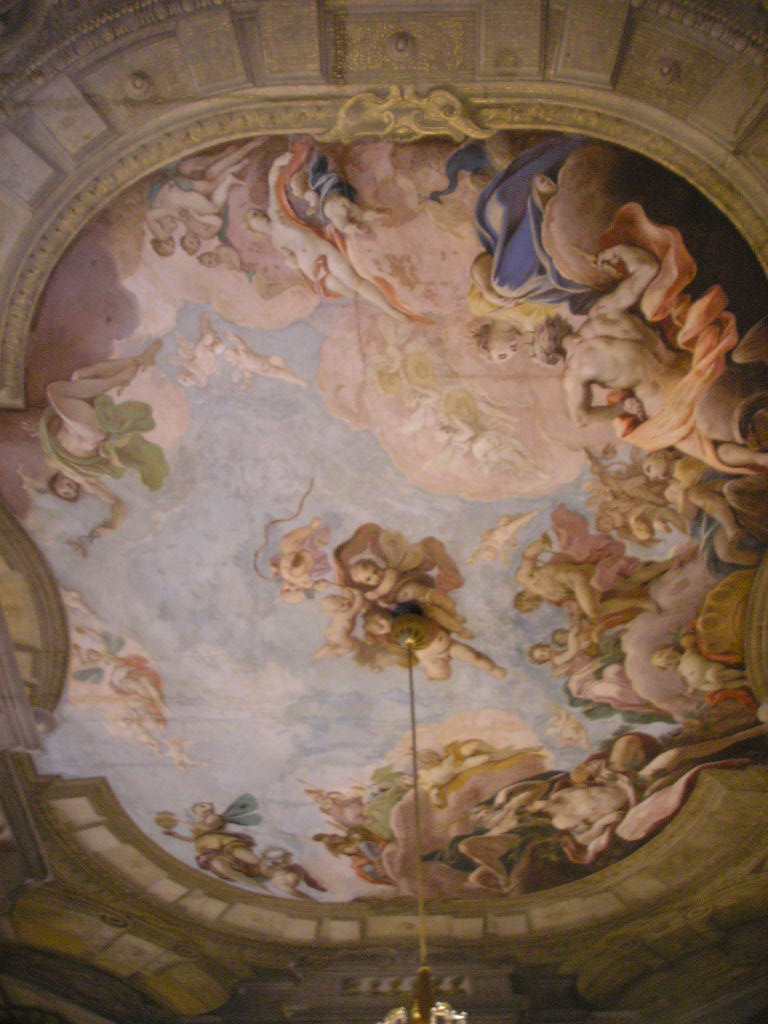